# Ѧ
Ѧ حرف من حروف الأبجدية الكيريلية الـمنحلة، وطريقة لفظها في الأبجدية الروسية هي يوس، ويقال بأن هذا الحرف مستوردة من الأبجدية اليونانية، ولها أكثر من طريقة الكتابة ومنها حرف Ѩ و Ѭ و Ѫ.